# 日本国憲法第70条
日本国憲法 第70条（にほんこく（にっぽんこく）けんぽう だい70じょう）は、日本国憲法の第5章「内閣」にある条文で、内閣総理大臣が欠けたとき、または衆議院議員総選挙の後に初めて召集された国会（特別会）での内閣総辞職について規定する。

## 条文
日本国憲法、e-Gov法令検索。

第七十条内閣総理大臣が欠けたとき、又は衆議院議員総選挙の後に初めて国会の召集があったときは、内閣は、総辞職をしなければならない。

## 「内閣総理大臣が欠けたとき」の意
内閣法9条は以下のとおり定める。

第九条内閣総理大臣に事故のあるとき、又は内閣総理大臣が欠けたときは、その予め指定する国務大臣が、臨時に、内閣総理大臣の職務を行う。

内閣総理大臣が「欠けたとき」に当たるのは、次のような場合だと解される。
1. 内閣総理大臣の死亡
2. 内閣総理大臣が、国会議員の除名（憲法58条2項）、資格喪失（同55条）・選挙訴訟（公職選挙法204条・205条）・当選訴訟（同208〜211条ほか）の結果、国会議員の地位を失った場合
3. 内閣総理大臣による自発的な辞任、または国外への亡命のように辞職同然の場合
4. 内閣総理大臣の資格要件である、国会議員（憲法67条1項）を辞職した場合（国会法110条）

これに対して、病気や一時的な生死不明のような、一時的な故障は、これに該当せず、内閣法9条にいう「事故」に当たる。

## 内閣総理大臣が欠けた例
1980年、第2次大平内閣において大平正芳首相が死亡により欠けたため、伊東正義内閣官房長官が事前指定に基づいて内閣総理大臣臨時代理に就任し、即刻内閣総辞職を行った。大平の死亡時には衆議院が解散されていたため、第71条に基づく職務執行内閣は総選挙を経て特別会の召集日を迎えることとなったが、既に総辞職済みであるとして、職務執行内閣としての改めての総辞職は行われなかった。
2000年4月2日小渕恵三首相が脳梗塞を発症、緊急入院。内閣総理大臣が職務執行不能になった場合の臨時代理予定者はあらかじめ指定されておらず、同日、面会した内閣官房長官の青木幹雄により青木を首相臨時代理候補に小渕が指名、不測の事態があれば首相臨時代理とする旨の指示があったと伝えられ、同4日、小渕が昏睡状態の中、青木首相臨時代理は臨時閣議を開き小渕の退任を受けた小渕内閣の総辞職を決定した。同5日に自民党は党大会に代わる両院議員総会において、幹事長の森喜朗を満場一致で第十九代総裁に選出、同日、衆議院の本会議と参議院の本会議で内閣総理大臣指名選挙が行われ、森喜朗が内閣総理大臣に指名された。その後も小渕の昏睡状態は続き、意識が回復することのないまま、倒れてから約1か月半を経た同年5月14日に死去。大平とは異なり、死去前にその意思の表明が本人のものであるかに疑いがあるとは言え、内閣総理大臣を退任していたため、現職のままで死去したものではなく内閣総理大臣が欠けたときの例にはならないが、内閣は総辞職をしており実質的には本条に従った対応となっている。

## 沿革

### 大日本帝国憲法
なし
明治憲法下において、在任中の内閣総理大臣が欠けた例は4例（原敬、加藤友三郎、加藤高明、犬養毅）であり、岡田啓介は二・二六事件遭難後、任に耐えられる状態ではなくなった。いずれも、次の内閣総理大臣が選ばれるまで閣内から代理の閣議主催者が天皇から指名され、新たな内閣総理大臣の任命を待って内閣は総辞職している。

### GHQ草案
「GHQ草案」、国立国会図書館「日本国憲法の誕生」。

#### 日本語
第六十三条
総理大臣欠員ト為リタルトキ又ハ新国会ヲ召集スルトキハ内閣ハ総辞職ヲ為スヘク新総理大臣指名セラルヘシ
右指名アルマテハ内閣ハ其ノ責務ヲ行フヘシ

#### 英語
Article LXIII.
Whenever a vacancy occurs in the office of Prime Minister or upon the convening of a new Diet, the Cabinet shall collectively resign and a new Prime Minister shall be designated.
Pending such designation, the Cabinet shall continue to perform its duties.

### 憲法改正草案要綱
「憲法改正草案要綱」、国立国会図書館「日本国憲法の誕生」。

第六十六内閣総理大臣欠クルニ至リタルトキ又ハ衆議院議員総選挙ノ後ニ於テ初メテ国会ノ召集アリタルトキハ内閣ハ総辞職ヲ為スコトヲ要スルコト

### 憲法改正草案
「憲法改正草案」、国立国会図書館「日本国憲法の誕生」。

第六十六条内閣総理大臣が欠けたとき、又は衆議院議員総選挙の後に初めて国会の召集があつたときは、内閣は、総辞職をしなければならない。

## 関連条文
- 日本国憲法第67条 - 国会議員であることを内閣総理大臣に指名される要件とするが、指名後については規定無し
- 日本国憲法第7条 - 国会の召集